# 히든 챔피언
히든 챔피언(Hidden champion)은 대중에게 잘 알려져 있지는 않지만 전문 분야에서 자신만의 특화된 경쟁력을 바탕으로 세계 시장을 지배하는 작지만 강한 우량 강소기업(強小企業)을 지칭하는 용어이다.

## 정의
'히든 챔피언'이라는 용어는 독일의 경영학자 헤르만 지몬이 자신의 경영 저널 출판물의 제목으로 '히든 챔피언'이라는 이름을 처음 사용하면서 알려졌다. 헤르만 지몬의 정의에 따르면, 어떤 기업이 히든 챔피언이 되기 위해서는 아래의 3가지 기준을 충족시켜야 한다고 적고 있다.
- 시장 점유율에서 세계 시장 1위, 2위, 3위 또는 해당 기업의 대륙에서 1위인 기업
- 매출액이 30억 달러 이하인 기업
- 대중적 인식이 낮은 기업

## 사례

### 대한민국의 예
- 코스닥 상장기업인 지엠피는 라미네이팅 분야에서 세계시장 점유율 1위를 차지하고, 매출액이 4조원 이하인 중소기업이며, 분야의 특성상 대중에게 잘 알려져 있지 않으므로 이 세가지 조건을 충족한다.[3]
- 코스닥 상장기업인 프로텍은 LED 디스펜서 분야에서 자국 내 1위인 기업이고, 매출액 4조원 이하인 중소기업이며, 분야의 특성상 대중에게 잘 알려져 있지 않으므로 이 세가지 조건을 충족한다.[4]
- 자동차 부품기업인 남양공업은 제동장치와 조향장치 전문 기업으로, 자국 내 1위 기업이고, 중소기업이며 대중에 잘 알려져 있지 않으므로 세가지 조건을 충족한다.[5]

### 해외의 예
- 에볼라바이러스 백신을 세계 최초로 개발한 Z맵은 사실상 시장 점유율 전체를 점유한다고 볼 수 있으며, 종업원 9명의 중소기업이고, 대중에게 잘 알려져 있지 않은 회사이므로 이 세가지 조건을 충족한다.[6]

## 히든챔피언이 아닌 경우
스위스의 빅토리녹스는 스위스아미나이프를 생산하는 기업이다. 아웃도어용 칼 시장에서 세계시장 점유율 1위이고, 매출 4조원 이하인 중소기업이지만 스위스아미나이프가 대중적으로 잘 알려져 있으므로 3번째 조건은 충족하지 않는다.

## 참고 서적
- Simon, Hermann: Hidden Champions of the 21st Century : Success Strategies of unknown World Market Leaders. London: Springer, 2009.- ISBN 978-0-387-98147-5.
- Simon, Hermann: Hidden champions : lessons from 500 of the world's best unknown companies. Boston (Mass.): Harvard Business School Press, 1996.- ISBN 0-87584-652-1.